# Edgardo Melhem Salinas
Edgardo Melhem Salinas (Río Bravo, Tamaulipas; 14 de agosto de 1969) es un político mexicano miembro del Partido Revolucionario Institucional y diputado federal electo del PRI 2015-2018 por el Distrito III con cabecera en Río Bravo, Tamaulipas. Es licenciado en Derecho por la Universidad de Monterrey.

## Biografía
Concluyó sus estudios universitarios en el año de 1994 como Licenciado en Derecho por la Universidad de Monterrey. En 2009, fue elegido como diputado Federal para formar parte de la LXI Legislatura del Congreso de la Unión de México, donde formó parte de la Comisión de la Cuenca de Burgos, de la que fue Presidente, también participó como Secretario de la Comisión de Desarrollo Social, además de que colaboró como integrante de la Comisión de Recursos Hidráulicos.

## Experiencia legislativa
- Diputado Local propietario PRI 65 Legislatura 2021-2024
- Diputado federal propietario PRI electo 2015-18.
- Diputado federal propietario PRI.[3] LXI Legislatura, 2009-12.
- Diputado local suplente, PRI          LIX Legislatura, 2005-07.
- Diputado federal suplente, PRI       LVIII Legislatura, 2000-03

| Predecesor: José Alejandro Llanas Alba | Diputado federal por el Distrito III de Tamaulipas [2015 - 2018] - LXIII Legislatura | Sucesor: Actualmente en el cargo |

## Trayectoria política
- Presidente del Comité Directivo Estatal del PRI en Tamaulipas 2019-2022
- Consejero político estatal PRI
- Secretario técnico del presidente del Comité Ejecutivo Nacional PRI
- Presidente del Frente Juvenil Revolucionario en Río Bravo PRI
- Consejero político nacional PRI
- Consejero político municipal en Río Bravo PRI

## Trayectoria Administrativa
- Delegado federal en Tamaulipas de la Secretaría de Desarrollo Social (30/Enero/2013 al 21/Enero/2015)
- Delegado federal en Tamaulipas del Fideicomiso para el Subsidio a la Tortilla (FIDELIT)
- Director general de Programación y Concertación Social	Secretaría de Desarrollo Social Estatal (SEDESOL)
- Coordinador municipal de Política Social en Río Bravo	Secretaría de Desarrollo Social Estatal (SEDESOL)

## Publicaciones
Escribió el libro ‘Reflexiones políticas: una perspectiva joven’ en el año de 1997 y trabajó como articulista en los periódicos El Mañana de Reynosa y el Diario de Ciudad Victoria.